# Championnat d'Uruguay de football 1938
Navigation
Édition précédente Édition suivante
La 36e édition du championnat d'Uruguay de football est remportée par le Club Atlético Peñarol. C’est le cinquième titre de champion du club dans l’ère professionnelle, le quatrième consécutif. Peñarol l’emporte avec 3 points d’avance sur le Nacional. Central Español Fútbol Club complète le podium. 
Ayant remporté les barrages au terme de la saison 1937, Liverpool Fútbol Club dispute pour la première fois le championnat professionnel.
Un système de promotion/relégation est mis en place : Le dernier du championnat rencontre en match de barrage aller/retour le club ayant remporté le championnat Intermedia, la deuxième division uruguayenne.
Tous les clubs participant au championnat sont basés dans l’agglomération de Montevideo.

## Les clubs de l'édition 1938
| \| Montevideo: · Defensor · Bella Vista · Central · Wanderers · Nacional · Peñarol · Racing Club · Rampla Juniors · River Plate · Sud América · Liverpool Montevideo \| Localisation des clubs engagés dans le championnat. |
| Montevideo: · Defensor · Bella Vista · Central · Wanderers · Nacional · Peñarol · Racing Club · Rampla Juniors · River Plate · Sud América · Liverpool Montevideo                                                           |

| Club                             | Stade               | Capacité | Ville      |
| -------------------------------- | ------------------- | -------- | ---------- |
| Defensor Sporting Club           | -                   | -        | Montevideo |
| Club Atlético Bella Vista        | Parque José Nasazzi | -        | Montevideo |
| Central Español Fútbol Club      | -                   | -        | Montevideo |
| Liverpool Fútbol Club            | -                   | -        | Montevideo |
| Montevideo Wanderers Fútbol Club | -                   | -        | Montevideo |
| Club Nacional de Football        | -                   | -        | Montevideo |
| Club Atlético Peñarol            | -                   | -        | Montevideo |
| Racing Club de Montevideo        | -                   | -        | Montevideo |
| Rampla Juniors Fútbol Club       | -                   | -        | Montevideo |
| Club Atlético River Plate        | -                   | -        | Montevideo |
| Institución Atlética Sud América | -                   | -        | Montevideo |

## Compétition

### Classement
Le classement est établi sur le barème de points suivant : victoire à 2 points, match nul à 1, défaite à 0.
| Rang | Équipe                      | Pts | J  | G  | N | P  | Bp | Bc | Diff |
| ---- | --------------------------- | --- | -- | -- | - | -- | -- | -- | ---- |
| 1    | Club Atlético Peñarol T     | 34  | 20 | 16 | 2 | 2  | 62 | 24 | +38  |
| 2    | Club Nacional de Football   | 31  | 20 | 14 | 3 | 3  | 59 | 20 | +39  |
| 3    | Central Español Fútbol Club | 25  | 20 | 9  | 7 | 4  | 36 | 26 | +10  |
| 4    | Montevideo Wanderers        | 22  | 20 | 9  | 4 | 7  | 35 | 27 | +8   |
| 5    | Club Atlético Bella Vista   | 20  | 20 | 6  | 8 | 6  | 24 | 30 | -6   |
| 6    | Defensor Sporting Club      | 19  | 20 | 6  | 7 | 7  | 37 | 35 | +2   |
| 7    | River Plate                 | 19  | 20 | 6  | 7 | 7  | 27 | 37 | -10  |
| 8    | Racing Montevideo           | 16  | 20 | 4  | 8 | 8  | 23 | 30 | -7   |
| 9    | Sud América                 | 14  | 20 | 5  | 4 | 11 | 32 | 54 | -22  |
| 10   | Rampla Juniors              | 13  | 20 | 3  | 7 | 10 | 28 | 45 | -17  |
| 11   | Liverpool Fútbol Club P     | 7   | 20 | 1  | 5 | 14 | 17 | 52 | -35  |

| Légende : Qualifications et relégations | Légende : Qualifications et relégations          |
| --------------------------------------- | ------------------------------------------------ |
|                                         | Champion d’Uruguay                               |
|                                         | Participation au barrage de promotion-relégation |
|                                         | T : Tenant du titre P : Promus                   |

### Barrage
| barrage match aller | Liverpool Fútbol Club | 3-1 | Club Atlético Progreso |  |  |
|                     |                       |     |                        |  |  |

| barrage match aller | Club Atlético Progreso | 3-2 | Liverpool Fútbol Club |  |  |
|                     |                        |     |                       |  |  |

| barrage match d’appui | Liverpool Fútbol Club | 2-1 | Club Atlético Progreso |  |  |
|                       |                       |     |                        |  |  |

Liverpool Fútbol Club conserve sa place en première division. Club Atlético Progreso reste en deuxième division.

## Bilan de la saison
| Championnat d'Uruguay de football 1938 |                                  |
| Champion                               | Club Atlético Peñarol (5e titre) |
| Promotions et relégations              |                                  |
| Promus en Primera División             | Aucun                            |
| Relégués en Intermedia                 | Aucun                            |

## Statistiques

### Meilleur buteur
1. Atilio García (Club Nacional de Football), 20 buts.